# Klasičan elektromagnetizam
Klasični elektromagnetizam (ili klasična elektrodinamika) je grana teorijske fizike koja proučava interakcije između električnih naelektrisanja i struja koristeći dodatak klasičnog njutnovog modela. Teorija daje odlične opise elektromagnetskih fenomena kad god su odnosne dužine distance i snage polja dovoljno velike da su kvantno mehanički efekti zanemarljivi. Za male razdaljine i niske snage polja, takve interakcije su bolje opisane u kvantnoj elektrodinamici. 
Osnovni fizički aspekti klasične elektrodinamike su predstavili npr.Fejmen, Lejton i Sends, Panovski i Filips, i Džekson. Panofsky and Phillips, and Jackson.

## Istorija
Fizički fenomeni koje elektromagnetizam opisuje su proučavani kao različite oblasti još od davnih vremena. Na primer, bilo je mnogo napretka u oblasti optike vekovima pre nego što se znalo da je svetlost elektromagnetski talas. Međutim, teorija elektromagnetizma, kao što se sada shvata, pojavila se kao opšta oblast tokom 19. veka, kao najistaknutija u setu formula koje je sistematizovao Džejms Klark Maksvel. Za detaljnije istorijske podatke pogledati Paulija, Vitakera i Paisa.

## Lorencova sila
Elektromagnetsko polje ispoljava sledeću silu (često nazivanu Lorencova sila) na naelektirsane čestice::
{\displaystyle \mathbf {F} =q\mathbf {E} +q\mathbf {v} \times \mathbf {B} }
gde su sve potamnjene veličine vektori: F je sila naelektrisanja q , E je električno polje na mestu naelektrisanja, v je brzina naelektrisanja, B je magnetsko polje na mestu naelektrisanja.
Gornja formula prikazuje da je Lorencova sila zbir dva vektora. Jedan je vektorski proizvod brzine i magnetskog polja vektora. Na osnovu osobina vektorskog proizvoda proizilazi vektor koji je perpendikularan i prema brzini i prema vektorima magnetskog polja. Drugi vektor je istog smera kao i električno polje. Zbir ova dva vektora je Lorencova sila.
Prema tome, u odsustvu magnetskog polja, sila je u pravcu električnog polja i intenzitet sile je zavisan od vrednosti naelektrisanja i intenziteta električnog polja. U odsustvu električnog polja, sila je perpendikularna na ubrzanje čestice i pravac magnetskog polja. Ako postoje i električno i magnetsko polje, Lorencova sila je zbir oba ova vektora.

## Električno polje E
Električno polje E je definisano kao takvo prema konstantnom naelektrisanju:
{\displaystyle \mathbf {F} =q_{0}\mathbf {E} }
gde q0ono što je poznato kao test naelktrisanja. Veličina naelektrisanja nije zaista bitna, sve dok je dovoljno mala da ne utiče na električno polje samo svojim prisustvom. Ono što je jasno iz ove definicije, jeste da jedinica E je N/C (njutn po kulonu).C (njutna po kulonu). Ova jedinica je jednaka V/m (volta po metru); videti ispod.
U elektrostatici, gde se naelektrisanja ne kreću oko rasutih tački naelektrisanja, sile utvrđene Kulonovim zakonom mogu biti sabrane. Rezultat posle deljenja sa q0 je:
{\displaystyle \mathbf {E(r)} ={\frac {1}{4\pi \varepsilon _{0}}}\sum _{i=1}^{n}{\frac {q_{i}\left(\mathbf {r} -\mathbf {r} _{i}\right)}{\left|\mathbf {r} -\mathbf {r} _{i}\right|^{3}}}}
gde je n broj naelektrisanja, qi je količina naelektrisanja povezana sa itim naelektrisanjem, ri je pozicija itog naelektrisanja, r je pozicija gde se električno polje utvrđuje, i ε0 je električna konstanta.
Ako je polje umesto toga proizvedeno kontinuiranom distribucijom naelektrisanja, sabiranje postaje integral:
{\displaystyle \mathbf {E(r)} ={\frac {1}{4\pi \varepsilon _{0}}}\int {\frac {\rho (\mathbf {r'} )\left(\mathbf {r} -\mathbf {r'} \right)}{\left|\mathbf {r} -\mathbf {r'} \right|^{3}}}\mathrm {d^{3}} \mathbf {r'} }
Gde je {\displaystyle \rho (\mathbf {r'} )} gustina naelektrisanja i {\displaystyle \mathbf {r} -\mathbf {r'} }je vektor koji ima smer suprotan zapremini elementa {\displaystyle \mathrm {d^{3}} \mathbf {r'} }do tačke u prostoru gde se E utvrđuje.
Obe gornje formule su problematične, pogotovo ako jedna želi da utvrdi E E kao funkciju mesta. Skalarna funkcija zvana električni potencijal može da pomogne. Električni potencijal, takođe zvan i napon (koristi se jedinica volt), je definisan integralnom linijom.
{\displaystyle \varphi \mathbf {(r)} =-\int _{C}\mathbf {E} \cdot \mathrm {d} \mathbf {l} }
gde je φ(r) električni potencijal, a C je put kojim je integral vođen.
Nažalost, ova definicija ima kritiku. Iz Maksvelovih jednačina je jasno da ∇ × E nije uvek nula, prema tome, skalarni potencijal sam nije dovoljan da tačno definiše električno polje. Kao rezultat, mora se dodati faktor ispravke, koja se obično vrši odbijanjem vremena proizašlog iz A vektora potencijala ispod opisanog. Kad god su naelektrisanja kvazi-statička, ovaj uslov će ipak u osnovi biti ispunjen.
Iz definicije naelektrisanja, može se lako prikazati električni potencijal tačke naelektrisanja pošto je pozicija funkcije:
{\displaystyle \varphi \mathbf {(r)} ={\frac {1}{4\pi \varepsilon _{0}}}\sum _{i=1}^{n}{\frac {q_{i}\left(\mathbf {r} -\mathbf {r} _{i}\right)}{\left|\mathbf {r} -\mathbf {r} _{i}\right|}}}
gde je q naelektrisanje naelektrisanja tačke, r je mesto gde se potencijal utvrđuje, i ri ri je mesto svake tačke naelektrisanja. Potencijal za trajnu distrubuciju naelektrisanja je:
{\displaystyle \varphi \mathbf {(r)} ={\frac {1}{4\pi \varepsilon _{0}}}\int {\frac {\rho (\mathbf {r'} )}{|\mathbf {r} -\mathbf {r'} |}}\,\mathrm {d^{3}} \mathbf {r'} }
gde je {\displaystyle \rho (\mathbf {r'} )}gustina naelektrisanja, i {\displaystyle \mathbf {r} -\mathbf {r'} } je udaljenost od zapremine elementa {\displaystyle \mathrm {d^{3}} \mathbf {r'} } do tačke u prostoru gde se φ utvrđuje.
Skalar φ će se dodati drugim potencijalima kao skalar. Ovo relativno olakšava razdvajanje kompleksnih problema na jednostavne delove i dodavanje njihovih potencijala. Obrtanjem definicije φ vidimo da je električno polje samo negativni gradijent (del operator) potencijala. Ili::
{\displaystyle \mathbf {E(r)} =-\nabla \varphi \mathbf {(r)} .}
Iz ove formule je jasno da E može biti izraženo u V/m (voltima po metru).

## Elektromagnetski talasi
Menjanje elektromagnetskog polja prenosi se iz svog izvora u obliku talasa. Ovi talasi putuju u vakuumu brzinom svetlosti i postoje u širokom spektru talasnih dužina. Primeri dinamičkih polja elektromagnetske radijacije (po redu povećanja frekvencije): radio talasi, mikrotalasi, svetlost (infracrvena, vidljiva svetlost i ultraljubičasta), x-zraci i gama zraci. U oblasti fizike elementarnih čestica ova elektromagnetska radijacija je manifestacija elektromagnetske interakcije između naelektrisanih čestica.

## Opšte jednačine polja
Iako je jednostavna i zadovoljavajuća Kulonova jednačina, ona nije u potpunosti tačna u kontekstu klasičnog elektromagnetizma. Problemi nastaju zato što promene u rasipanju naelektrisanja zahtevaju da se količina vremena različita od nule „oseti“ na nekom drugom mestu (potrebno za specijalni relativiteta).
Za polja opšteg rasprostiranja naelektrisanja, zaostali potencijali mogu biti obračunati i diferencirani na taj način da bi doveli do Jefimenkovih jednačina.
Zaostali potencijali mogu takođe biti i izvedeni za tačke naelektrisanja,a jednačine su poznate kao Lenard-Vajhartovi potencijali. Skalarni potencijal je:
{\displaystyle \varphi ={\frac {1}{4\pi \varepsilon _{0}}}{\frac {q}{\left|\mathbf {r} -\mathbf {r} _{q}(t_{ret})\right|-{\frac {\mathbf {v} _{q}(t_{ret})}{c}}\cdot (\mathbf {r} -\mathbf {r} _{q}(t_{ret}))}}}
gde je q naelektrisanje naelektrisanja tačke i r je pozicija. rq and vq su pozicija i brzina naelektrisanja, respektivno, kao funkcija zaostalog vremena. Vektor potencijala je sličan:
{\displaystyle \mathbf {A} ={\frac {\mu _{0}}{4\pi }}{\frac {q\mathbf {v} _{q}(t_{ret})}{\left|\mathbf {r} -\mathbf {r} _{q}(t_{ret})\right|-{\frac {\mathbf {v} _{q}(t_{ret})}{c}}\cdot (\mathbf {r} -\mathbf {r} _{q}(t_{ret}))}}.}
Ove mogu biti diferencirane shodno tome da se dobiju potpune jednačine polja za pokretnu tačku čestice.

## Modeli
Grane klasičnog elektromagnetizma kao što su optika, elektro i elektronski inženjering sastoje se od kolekcije bitnih matematičkih modela različitih stepeni pojednostavljenja i idealizacije da bi povećali razumevanje specifičnih elektrodinamičkih fenomena, cf. Fenomen elektrodinamike je utvrđen poljem čestica, specifičnim gustinama električnih naelektrisanja i struja, i određenim transmisionim medijumom. Kako ih ima neograničeno, u modeliranju postoji potreba za nečim tipičnim, reprezentativnim
(a) električna naelektrisanja i struje, npr pokretna špicasta naelektrisanja i električni i magnetski dipoli, električna struja u provodniku itd.;
(b) elektromagnetska polja npr. naponi, Lenard-Vajhartovi potencijali, monohromski ravanski talasi, optički zraci; radio talasi, mikrotalasi, infracrvena radijacija, vidljivo svetlo, ultraljubičasta radijacija, x zraci, gama zraci itd;
(c) prenosni medijum, npr. elektronske komponente, antene, elektromagnetski talasovodi, ravna ogledala, ogledala sa zakrivljenim površinama konveksna sočiva, konkavna sočiva, otpornici, induktori, kondenzatori, prekidači, žice, električni i optički kablovi, prenosni vodovi, integrisana kola itd;
svim što ima samo nekoliko promenljivih karakteristika.

## Spoljašnje veze
- Electromagnetic Field Theory by Bo Thidé